# Rotunde-Quadrille
Rotunde-Quadrille, op. 360, är en kadrilj av Johann Strauss den yngre. Den spelades första gången i maj 1873 i Pratern i Wien.

## Historia
Världsutställningen i Wien invigdes den 1 maj 1873 efter att ha planerats i över 20 år. Men ett osedvanligt ihärdigt regnande gjorde att besökarna inte kom i den utsträckning som arrangörerna hade hoppats på. De 7 miljonerna besökarna var ca 13 miljoner för några än förväntat och utställningen stängde den 2 november med ett minus i kassan på 19 miljoner gulden. Allt berodde inte bara på regnet; Wiens aktiemarknad kraschade den 9 maj, ett kolerautbrott i juli resulterade i 2 983 dödsfall och förhöjda hotellpriser bidrog till det dåliga resultatet.
Johann Strauss Rotunde-Quadrille var tillägnad utställningens högste chef, baron Wilhelm von Schwarz-Senborn. På utställningsområdet hade man uppfört en musikpaviljong för konserter och dans, kallad Rotundan, med en diameter av 108 m. Den fick ge namn åt kadriljen som bygger på melodier från Strauss andra operett Der Karneval in Rom, som hade premiär på Theater an der Wien den 1 mars 1873. Trots att den var mer populär än föregångaren Indigo und die 40 Räuber (1871) misslyckades den att attrahera publiken. Detsamma gjorde de fem separata orkesterstycken som Strauss arrangerade utifrån operettens musiknummer. Johann Strauss hade överlåtit ledningen av Straussorkestern till sin yngre broder Eduard Strauss. Till den senares stora förtrytelse lyckades han inte försäkra sig om att Straussorkestern skulle väljas ut som "Världsutställningens orkester", den äran föll i stället på Julius Langenbachs Orkester från Tyskland. Det var med den orkestern som Johann Strauss framförde Rotunde-Quadrille för första gången. Världsutställningsorkestern började sina konserter i Pratern den 11 maj, men det var inte förrän den 16 maj som Johann Strauss dirigerade den. Det är osäkert när kadriljen framfördes första gången då Wiens tidningar inte nämner något om saken.

## Om kadriljen
Speltiden är ca 5 minuter och 22 sekunder plus minus några sekunder beroende på dirigentens musikaliska tolkning.
Kadriljen var ett av fem verk där Strauss återanvände musik från operetten Der Karneval in Rom:
- Vom Donaustrande, Schnell-Polka, Opus 356
- Carnevalsbilder, vals, Opus 357
- Nimm sie hin, Polka-francaise, Opus 358
- Gruss aus Österreich, Polkamazurka, Opus 359
- Rotunde-Quadrille, kadrilj, Opus 360

## Weblänkar
- Rotunde-Quadrille i Naxos-utgåvan.